# Грановка (Алтайский край)
Грановка — село в Романовском районе Алтайского края. Административный центр и единственный населённый пункт Грано-Маяковского сельсовета.

## История
Основано в 1913 году. В 1928 году посёлок Грановка состоял из 145 хозяйств, основное население — русские. Центр Грано-Маяковского сельсовета Родинского района Славгородского округа Сибирского края.
Происхождение названия
В течение 2 лет, с весенних дней 1911 и вплоть до апреля 1913 года, в деревне Мормыши, возле которого было решено поселить вновь прибывших на новые места крестьян, жители взбунтовались, активно протестуя против перераспределения земельных наделов между старожилами и новыми поселенцами. Волнения носили характер бунта, какого не случалось среди крестьян в России того времени. Данный факт вошёл в историю под названием «Мормышанский бунт», усмирением которого пришлось заниматься губернатору, правительству и лично императору Николаю II.
Крестьяне не подчинились приказу отдать часть пашни вновь прибывшим из центральной России переселенцам и на протяжении двух лет вновь пахали землю, отданную под наделы, растили на ней урожай. Земли принадлежали Кабинету Его Императорского Величества, а потому Совет министров не мог самостоятельно разрешить вопрос и дважды просил соизволения царя добавить непокорным крестьянам новые наделы, чтобы усмирить бунтовщиков. Часть требований была удовлетворена, но в Мормышах ещё три месяца находились на постое солдаты. Они сопровождали переселенцев на новое место, чтобы они смогли устроиться там и предотвращали возникающие скандалы, связанные с разделом земли.
Губернатор Томска Пётр Гран, объезжая наиболее беспокойные селения во вверенной ему волости, в начале мая 1912 года посетил бунтующие Мормыши, волнения в которых то обострялись, то затихали. В октябре 1913 года волнения улеглись, а новый переселенческий посёлок назвали в честь томского губернатора Петра Грана — Грановкой.

## Население
| 1926 | 1997 | 1998 | 1999 | 2000 | 2001 |
| ---- | ---- | ---- | ---- | ---- | ---- |
| 725  | ↘559 | ↗567 | ↘562 | ↘551 | ↗565 |
| 2002 | 2003 | 2004 | 2005 | 2006 | 2007 |
| ↘560 | ↘544 | ↘530 | ↘528 | ↘514 | ↘513 |
| 2008 | 2009 | 2010 | 2011 | 2012 | 2013 |
| ↘497 | ↘494 | ↘456 | →456 | ↘448 | ↘421 |
| 2014 | 2015 | 2016 | 2017 | 2018 | 2019 |
| ↘393 | ↘381 | ↘371 | ↘348 | ↗359 | ↘356 |
| 2020 | 2021 |      |      |      |      |
| ↘350 | ↘349 |      |      |      |      |